# ESA Brive
ESA Brive (offiziell: Étoile Sportive Aiglons Briviste) ist ein französischer Fußballverein aus Brive-la-Gaillarde.

## Geschichte
1920 wurde in Brive der Verein Aiglons brivistes gegründet, der zehn Jahre später mit dem Lokalrivalen Étoile zu Étoile sportive aiglons briviste fusionierte. Unter Spielertrainer Ernest Libérati entwickelte sich der Klub während des Zweiten Weltkriegs zu einer der führenden Mannschaften im professionellen Bereich in der nicht von Deutschland besetzten Südzone, wovon die Halbfinalteilnahme in der Coupe de France 1942/43 zeugt; dabei kam ihr zugute, dass sich zahlreiche Spieler von Racing Strasbourg kurz nach Kriegsausbruch und noch vor der deutschen Besetzung nach Brive abgesetzt hatten. Daher trat die Mannschaft auch bei der Wiederaufnahme des regulären Spielbetriebs im Anschluss an den Krieg in der Division 2 an; aufgrund mangelnder finanzieller Mittel hielt sich der Klub hier jedoch lediglich bis 1950. In den folgenden Jahren spielte die Mannschaft im Amateurbereich, wobei sie in den 1960er Jahren mehrfach im Championnat de France Amateur um den französischen Amateurmeistertitel spielte. 
Nach mehreren Jahren im regionalen Amateurbereich etablierte sich ESA Brive in den 1990er Jahren im drittklassigen Championnat de France National und verpasste Mitte des Jahrzehnts teilweise nur knapp die Rückkehr in den Profibereich. Nach diversen Spielerabgängen in den Profibereich stürzte der Klub jedoch in der Folgezeit bis in die Fünftklassigkeit ab. Zwischenzeitlich wieder in den CFA aufgestiegen, zeichnete sich der Klub in der Coupe de France 2003/04 erneut als Pokalschreck aus, als die Mannschaft unter anderem Erstligist AJ Auxerre ausschaltete und das Viertelfinale erreichte. Nach erneuten Abstiegen 2007 respektive 2009 spielte der Klub abermals im regionalen Amateurbereich; in der Saison 2013/14 tritt er in der sechstklassigen Division d’Honneur an.